# Amityville – Das Böse stirbt nie
Amityville – Das Böse stirbt nie (Originaltitel: Amityville Dollhouse) ist ein Horrorfilm aus dem Jahr 1996 von Steve White. Hierbei handelt es sich um die siebente Fortsetzung von Amityville Horror aus dem Jahr 1979. Ebenso wie sein Vorgänger Amityville – A New Generation (1993) wurde der Film für den Video-Markt produziert.

## Handlung
Bill und seine Familie scheinen am Ziel ihrer Träume, als sie in ihr neues Haus am Stadtrand einziehen.
Nichts erinnert mehr an die unheimliche Villa, die vorher hier stand – außer dem alten Kamin, von dem noch keiner ahnt, dass er das Tor zu einer anderen, dunklen Welt darstellt. Durch ihn bricht namenloses Grauen über die Familie herein – ein unvorstellbarer Alptraum wird zur blutigen Realität.

## Kritiken
„Ein Poltergeist auf Sparflamme“

## Veröffentlichungen
Der Film wurde am 2. Oktober 1996 in England und erst am 18. Februar 1997 in den Vereinigten Staaten als Direct-to-Video bei Lionsgate Home Entertainment veröffentlicht. In Deutschland erschien der Film im Dezember 1997 auf Video. 2004 wurde der Film in den USA von Lionsgate Home Entertainment auch als DVD veröffentlicht. Die DVD-Veröffentlichung in Deutschland war am 11. Februar 2005 durch Warner Home Entertainment. Auf Blu-ray wurde der Film in Deutschland im Jahr 2022 von Shamrock Media und 2024 von WMM in kleineren Auflagen ausgewertet.

## Belege
1. ↑  (2)
2. ↑  Kritik von Cinema bei cinema.de